# V. K. Krishna Menon

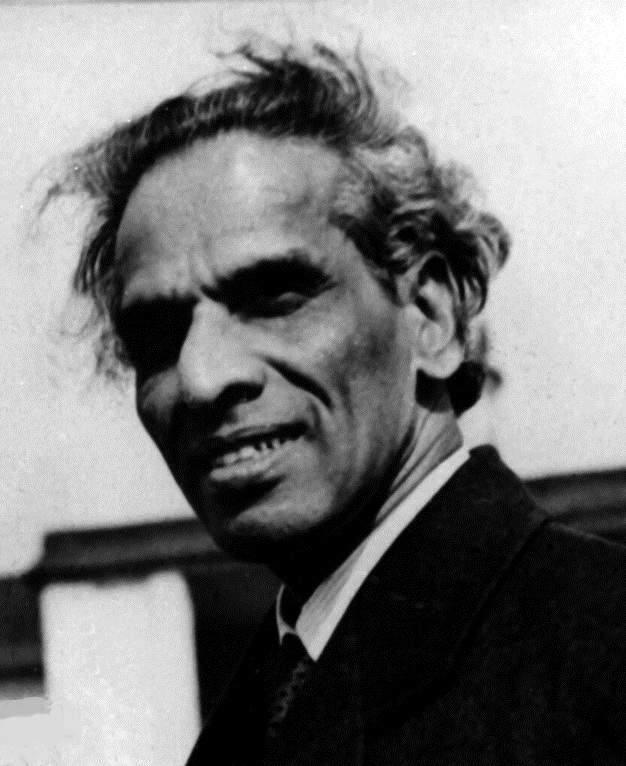
V. K. Krishna Menon (1950)

Vengalil Krishnan Krishna Menon (* 3. Mai 1896 [nach anderen Angaben: 3. Mai 1897] in Calicut, Malabar, Britisch-Indien; † 6. Oktober 1974 in Delhi) war ein indischer Diplomat und Politiker des Indischen Nationalkongresses (INC), der zwischen 1947 und 1952 Hochkommissar im Vereinigten Königreich sowie zugleich von 1949 bis 1952 Botschafter in Irland war. Im Anschluss war er zwischen 1952 und 1962 Leiter der Delegation bei den Vereinten Nationen sowie von 1957 bis 1962 Verteidigungsminister im dritten Kabinett und vierten Kabinett Nehru. Darüber hinaus war er als Mitglied der britischen Labour Party von 1934 bis 1947 Mitglied des Rates des Londoner Metropolitan Borough of St Pancras. 1957 hielt er vor dem Sicherheitsrat der Vereinten Nationen die längste jemals gehaltene Rede, in der er die Haltung Indiens zu Kaschmir verteidigte, und erhielt dafür einen Eintrag im Guinness-Buch der Rekorde.

## Leben

### Studien, Rechtsanwalt und Kommunalpolitiker in London
Menon, Sohn von Komath Krishna Kurup, begann nach dem Besuch der Municipal School sowie des Government Brennen College in Thalassery zunächst ein grundständiges Studium am Zamorin’s Guruvayurappan College in Calicut sowie am Presidency College in Madras, das er mit einem Bachelor of Arts (B. A.) abschloss. Im Anschluss studierte er Rechtswissenschaften an der University of Madras und danach Wirtschaftswissenschaften an der London School of Economics (LSE). Dieses Studium beendete er mit einem Bachelor of Science (B. Sc. Economics). Des Weiteren absolvierte er ein Studium am Day Training College in London, an der er die Lehrerbefähigung (Teachers’ Diploma) erwarb.
Nach seiner Rückkehr nach Indien war er zwischen 1919 und 1923 Lecturer an der National University in Adyar und engagierte sich in dieser Zeit auch in der Pfadfinder-Bewegung im Fürstenstaat Cochin. 1924 kehrte er nach Großbritannien zurück, war zunächst als Lehrer an der St. Christophers’ School in Letchworth Garden City tätig und erhielt seine Zulassung als Rechtsanwalt (Barrister) an den Anwaltskammern (Inns of Court) von Middle Temple in London und von King’s Inn in Dublin. In der Folgezeit wirkte er als Rechtsanwalt im Vereinigten Königreich. Zudem folgten weitere postgraduale Studien am University College London (UCL), die er mit einem Master of Arts (M. A.) und einem Master of Science (M. Sc.) abschloss.
Neben seiner beruflichen Tätigkeit begann Menon, der zwischen 1924 und 1947 Mitglied der britischen Labour Party war, auch sein politisches Engagement und fungierte von 1927 bis 1947 als Sekretär der Indien-Liga in London. Er war zwischen 1934 und 1947 Mitglied des Rates des Metropolitan Borough of St Pancras und während dieser Zeit auch Vorsitzender des dortigen Ausschusses für Büchereien. 1945 nahm er an verschiedenen internationalen Treffen der von Robert Cecil, 1. Viscount Cecil of Chelwood geleiteten Internationalen Friedenskampagne (International Peace Campaign) sowie 1946 als Vertreter Indiens an der Generalversammlung der Vereinten Nationen in Lake Success teil. 1947 wurde er Präsident der India League.

### Hochkommissar, Botschafter und Minister

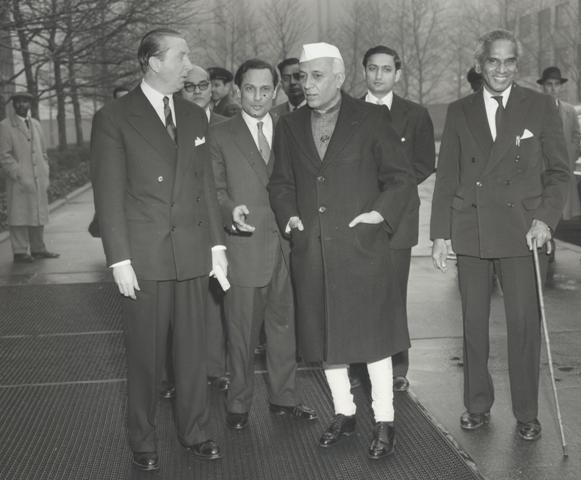
Premierminister Jawaharlal Nehru (Mitte) mit Menon vor einer Sitzung der UN in New York City am 21. Dezember 1956

Nach der Unabhängigkeit Indiens vom Vereinigten Königreich am 15. August 1947 blieb Menon in Großbritannien und fungierte dort bis 1952 als erster Hochkommissar Indiens und bereiste 1947 als Sondergesandter und persönlicher Vertreter von Premierminister Jawaharlal Nehru zahlreiche Hauptstädte Europas. In dieser Zeit kam es zum sogenannten Jeep-Skandal, bei dem von einem britischen Unternehmen Militärjeeps gekauft wurden, die sich jedoch als mangelhaft und gebraucht erwiesen und daher überteuert waren. 1949 wurde er zudem als Botschafter in Irland akkreditiert und 1952 auch als Rechtsanwalt in Irland zugelassen. Im Anschluss war er zwischen 1952 und 1962 Leiter der Delegation bei den Vereinten Nationen in New York City sowie von 1953 bis 1956 auch auf verschiedenen Sitzungen des UN-Treuhandrates.
Am 26. Mai 1953 wurde Menon zudem Mitglied des Staatenrates (Council of States), aus dem am 23. August 1954 als Teil des indischen Parlaments die Rajya Sabha wurde, der er bis zum 15. März 1957 angehörte. 1954 wurde ihm für seine Verdienste der Padma Vibhushan verliehen, nach dem Bharat Ratna der zweithöchste zivile Verdienstorden. 1954 verlieh ihm die University of Glasgow zudem einen Ehrendoktortitel in Rechtswissenschaften. Darüber hinaus gehörte er von 1956 bis zum 5. April 1957 dem zweiten Kabinett Nehru als Minister ohne Geschäftsbereich an. Vom 23. bis zum 24. Januar 1957 hielt er vor dem Sicherheitsrat der Vereinten Nationen mit einer Redezeit von rund acht Stunden die längste jemals gehaltene UN-Rede, in der er die Haltung Indiens zum Kaschmir verteidigte. Nach einer fünfstündigen Redezeit am 23. Januar 1957 erlitt er einen Zusammenbruch und wurde ärztlich versorgt. Am 24. Januar 1957 wurde die Rede mit weiteren 2 Stunden 48 Minuten fortgesetzt.
1957 wurde Menon für den INC erstmals zum Mitglied der Lok Sabha, der ersten Kammer des Parlaments, gewählt und gehörte dieser zunächst von der zweiten bis zum Ende der vierten Wahlperiode 1967 an. 1958 wurde ihm von der University of Mysore ein Ehrendoktortitel in Humanwissenschaften verliehen.
Am 17. April 1957 übernahm Menon im dritten Kabinett Nehru das Amt des Verteidigungsministers, das er bis zum 31. Oktober 1962 auch im vierten Kabinett Nehru bekleidete. Während seiner Amtszeit kam es am 20. Oktober 1962 zum Beginn des Indisch-Chinesischen Grenzkrieges im Bereich der McMahon-Linie, der am 31. Oktober 1962 wegen der sich abzeichnenden Niederlage zu seiner Entlassung führte.

### Austritt aus der INC und parteiloser Abgeordneter

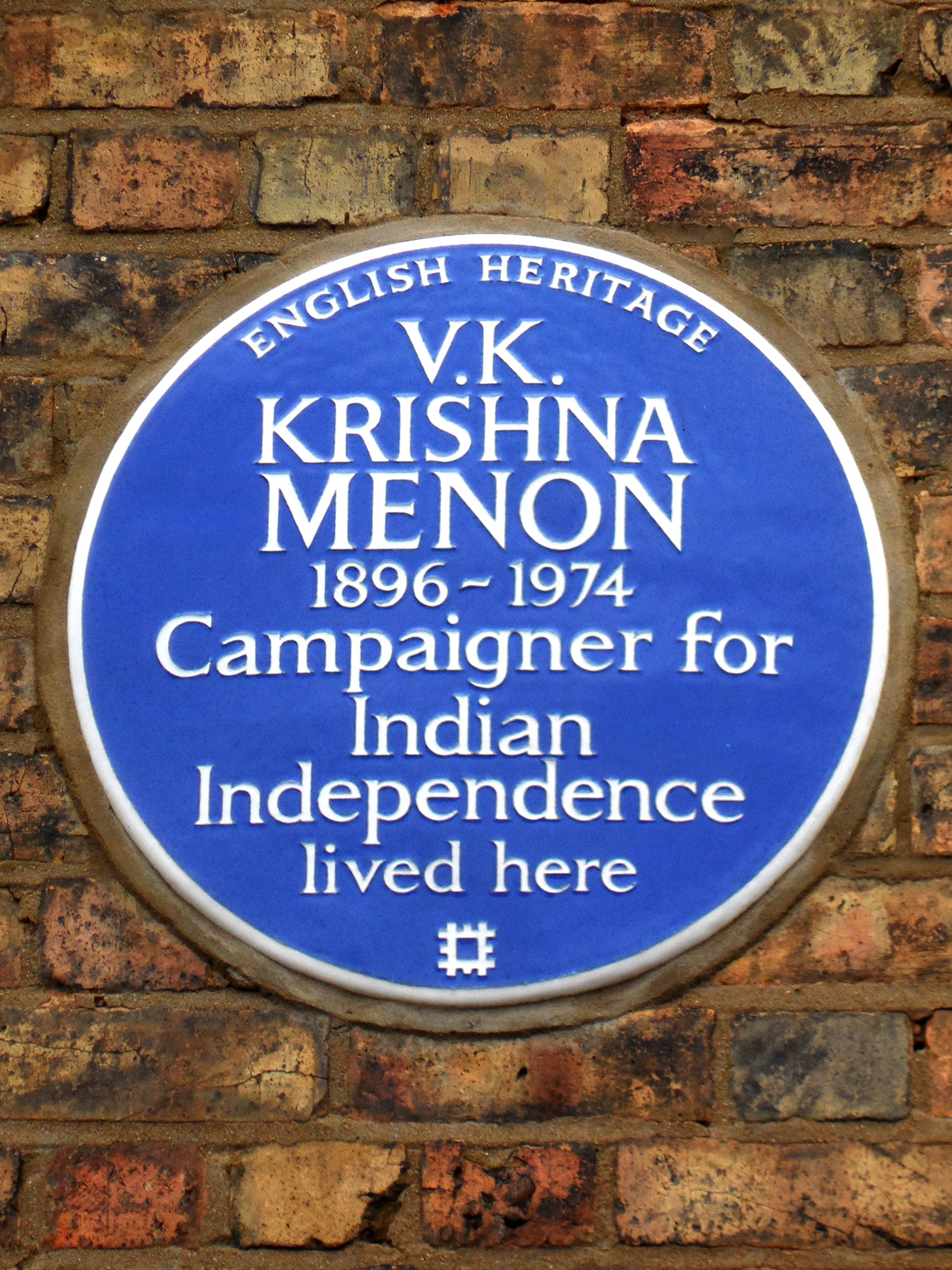
2013 wurde an seinem ehemaligen Wohnhaus in der Langdon Park Road 30 im Londoner Stadtteil Highgate eine Erinnerungstafel angebracht

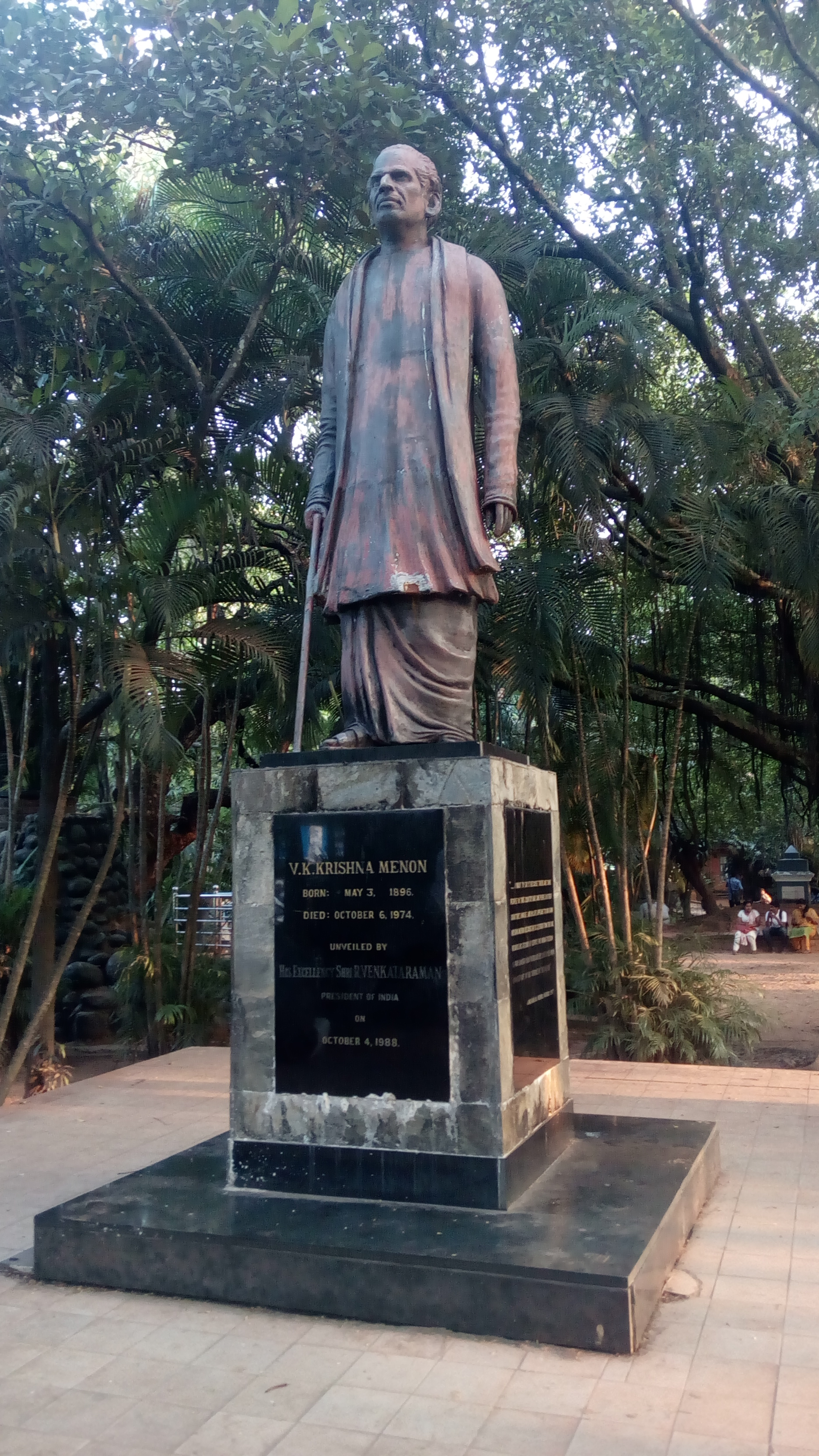
Standbild von V. K. Krishna Menon in seiner Geburtsstadt Kozhikode

Im November 1966 nahm Menon an einer allindischen Konferenz von elf Freundschaftsgesellschaften zwischen der DDR und Indien teil. Zu den weiteren Teilnehmern gehörte der damalige Minister für Arbeit, Beschäftigung und Rehabilitation, Jagjivan Ram, die Vizepräsidentin der Rajya Sabha, Violet Alva, sowie der Minister für öffentliche Arbeiten, Wohnungsbau und Versorgung Mehr Chand Khanna.
Nachdem Menon 1967 aus dem INC ausgetreten war, kandidierte er bei den Wahlen 1967 als Parteiloser im Wahlkreis North Bombay (East) für ein Mandat in der Lok Sabha, verlor jedoch gegen die von der INC aufgestellte Kandidatin Tara Govind Sapre. Bei einer Nachwahl im Wahlkreis West Bengal wurde er 1969 mit Unterstützung der Linken wieder zum Mitglied der Lok Sabha gewählt. Zuletzt wurde er 1971 als Parteiloser im Wahlkreis Trivandrum im Bundesstaat Kerala wieder zum Abgeordneten gewählt und gehörte dieser nunmehr bis zu seinem Tode in der fünften Wahlperiode am 6. Oktober 1974 an.
Ihm zu Ehren wurde das 2006 gegründete V. K. Krishna Menon Institute benannt. 2013 wurde an seinem ehemaligen Wohnhaus in der Langdon Park Road 30 im Londoner Stadtteil Highgate eine Erinnerungstafel angebracht. Daneben befinden sich in seiner Geburtsstadt das Krishna Menon Museum sowie in Kannur das Krishna Menon Memorial Govt.Women’s College.

## Veröffentlichungen
- A theory of laughter. With special relation to comedy and tragedy, G. Allen & Unwin, Ltd., London 1931
- Why Must India Fight?, 1940
- Britain’s Prisoner, 1941
- India, Britain and Freedom, The India league, London 1941
- The Situation in India, The India league, London 1943
- Unity with India against Fascism, The India league, London 1943
- Kashmir. Speech in the Security Council 23–24 January, 1957, Information Service of India, Delhi 1957
- The question of Tibet. Statement in the United Nations, 1959, Ministry of External Affairs, Delhi 1959

## Hintergrundliteratur
- Emil Lengyel: Krishna Menon, New York: Walker Books, 1962
- T. J. S. George: Krishna Menon: A Biography, London: Jonathan Cape, 1964
- Michael Brecher: India and World Politics: Krishna Menon’s View of the World, Oxford: Oxford UP, 1968
- Julius Silverman: “The India League”. A Centenary History of the Indian National Congress, 1885–1985, New Delhi: Vikas, 1985
- Suhash Chakravarty: K. Krishna Menon and the India League, 2 Bände, New Delhi: Har-Anand, 1997
- Janaki Ram: Krishna Menon: A Personal Memoir, Delhi and Oxford: Oxford UP, 1997
- K C. Arora: V K Krishna Menon: A Biography, New Delhi: Sanchar, 1998
- Suhash Chakravarty: Crusader Extraordinary: Krishna Menon and the India League, 1932–6, New Delhi: India Research Press, 2006
- V. K. Madhavan Kutty: V. K. Krishna Menon, Publications Division Ministry of Information & Broadcasting, 2016, ISBN 8-12302-361-8 (Onlineversion in Google Books).
- Jack Bowman: The Early Political Thought and Publishing Career of V. K. Krishna Menon, 1928–1938. In: The Historical Journal. Bd. 66 (2023), Heft 3, S. 641–665 https://doi.org/10.1017/S0018246X23000031.